# Boodikka
Boodikka è un personaggio immaginario che compare nei fumetti pubblicati dalla DC Comics. È un'aliena umanoide alta e muscolosa con la pelle rosa e i capelli di un rosso annerito. Il suo nome è un gioco di parole che riprende il personaggio dell'antica guerriera-regina britannica Boudicca.

## Biografia del personaggio
All'età di tre secoli, la guerriera Boodikka, del pianeta Bellatrix, fu originariamente reclutata da Chaselon di Barrio III per unirsi all'allora ricostituito Corpo delle Lanterne Verdi. Non molto prima, Boodikka aveva fatto parte di un gruppo chiamato "I Bellatrix Bombers", un gruppo di donne mercenarie a noleggio, per pianeti che necessitavano di ripulire lo spazio da forze ostili. I "Bellatrix Bombers" si sciolsero ad un certo punto, e la maggior parte del gruppo fu apparentemente uccisa durante la via.
Inizialmente, Hal Jordan ne fu costernato e di conseguenza fatto fuori dal comportamento aggressivo di Boodikka. Nonostante ciò, Kilowog, un rinomato addestratore nel Corpo - insegnante dello stesso Jordan - era troppo ansioso di addestrare qualcuno così la sfidò e le diede la sua raccomandazione come candidata. Jordan, sembrò, effettivamente respingerla. Le cose si mossero alla svelta a questo punto, e presto Boodikka si ritrovò spinta in una battaglia contro Star Sapphire. Lei ed il Corpo entrarono in combattimento contro l'ex-grande amore di Hal Jordan, il mercenario Flicker e l'intero convoglio Tebano.
Qualche tempo dopo, ad alcune nuove reclute fu mostrato il Libro di Oa, un Libro tenuto dai Guardiani dell'Universo in cui vi erano narrate le storie delle Lanterne Verdi passate, presenti e future. Le reclute impararono, così, storie che le avrebbero aiutate ad essere delle Lanterne Verdi migliori. Kilowog passò tempo con le reclute, raccontando loro molte storie del Corpo durante l'addestramento. I nuovi membri dovettero interrompere questo addestramento per andare sulla Terra ed aiutare Hal Jordan a liberarsi dall'influenza del criminale noto come Eclipso. Tuttavia, Eclipso scappò dal controllo del Corpo e presto le Lanterne e le reclute ritornarono su Oa. A Guy Gardner fu dato un anello del potere dai Guardiani per agire come temporanea Lanterna Verde del settore 2814.
Boodikka dimostrò presto di essere un'abile portatrice dell'anello, una valida aggiunta al Corpo delle Lanterne Verdi. Ciononostante, il suo problema con le autorità e le figure che la rappresentavano rimaneva un problema. Infatti era spesso in conflitto con Kreon di Tebis, un'altra recluta del Corpo. Come ex capo della flotta da battaglia Tebana, era solito avere una disciplina ed una precisione militare. I loro continui litigi avevano anche compormesso Oa e i Guardiani durante l'invasione dei Qwardiani. Guy Gardner ritornò su Oa per prendere l'anello giallo di Sinestro. Senza Kilowog a guidarli, le Lanterne Verdi erano nel caos. Il loro addestratore era andato sulla Terra per aiutare Hal Jordan a liberarsi di Eclipso. Gardner combatté i Qwardiani dove le altre Lanterne non poterono.
Kreon e Boodikka arrivarono al culmine quando la Lanterna rivale le criticò dicendole di essere una combattente indisciplinata. Kilowog riuscì a separarli, ma i loro disaccordi sembrarono diffondersi in tutto il Corpo con schieramenti tra maschi e femmine. Restando senza opzioni, Kilowog portò i due a John Stewart per una lezione sulla cooperazione e la tolleranza. La Lanterna Verde non poté insegnare alle due reclute come andare d'accordo, ma riuscì a fare sì che avessero bisogno l'uno dell'altra. Prendendo l'iniziativa, scansionò le menti delle due reclute e ne scambiò le coscienze. Le due Lanterne Verdi furono portate di un passo fuori dalla realtà.
Presto, tutti e due dovettero affrontare le proprie paure. La paura di Kreon era rappresentata da "mama Drenata" e sembrò essere una paura dell'incontrollabilità. La paura di Boodikka era "L'Uomo con le Catene" che rappresentava il soffocamento che sentiva dalle autorità restrittive. I due, indipendentemente, sembrarono essere incapaci di affrontare direttamente le proprie paure. Invece, i due dovettero imparare a lavorare insieme o sarebbero stati sconfitti. Boodikka non aveva problemi nel maneggiare la paura di Kreon: così gli propose di aiutarlo contro "Mama Drenata" se lui avesse scambiato il favore aiutando lei con "L'Uomo con le Catene". I due rivali sconfissero uno le paure dell'altra e trionfarono...era nato un nuovo rispetto tra i due.
Boodikka no perse mai il suo amore per la battaglia. Combatté avidamente contro l'incarnazione di Entropy, anche se l'incontro avrebbe di certo significato la sua morte. Boodikka dimostrò di aver percorso un lungo cammino come Lanterna Verde, e lavorando al fianco di altre Lanterne Verdi riuscì a sconfiggere Entropy.
In un lontano settore spaziale rimosso dalla nostra galassia, Boodikka fu assegnata ad investigare sulla morte di varie razze aliene. Queste razze aliene si erano apparentemente uccise tra di loro in quello che si pensava fosse stato un suicidio di massa, distruzione ambientale, o altrimenti una guerra di massa. Appena giunta su un mondo che si stava facendo a pezzi, Boodikka incontrò Guy Gardner. Lui e i suoi colleghi, i "Gardners dell'Universo", furono inviati lì per risolvere lo stesso problema.
Guy cercò di dimostrare le sue abilità di guida al suo gruppo di alieni super potenziati in tutto lo spazio conosciuto. Non ci volle molto perché Gardner entrasse in discussione con la Lanterna Verde. Fu durante questo combattimento che Guy Gardner capì che il suo anello giallo veniva potenziato dall'energia dell'anello della Lanterna Verde. Pienamente carico, quindi, l'anello giallo del potere di Guy Gardner lo rese capace di riconoscere la vera minaccia. Creato nell'universo anti-materiale di Qward, il suo anello del potere poté abbattere il blocco mentale dei veri minacciatori. Gardner utilizzò, quindi, il suo anello per liberare coloro sotto trance.
La tregua di Boodikka non durò a lungo. Una razza aliena chiamata Ofidiani arrivarono per ripulire l'universo. In due occasioni nel loro sordido passato furono quasi cancellati dall'esistenza da alinei invasori. Da lì si confinarono limitandosi a sradicare tutte le altre forme di vita nell'universo per assicurarsi che la loro pseudo-ricerca religiosa non sarebbe stata mai più in pericolo. Gli Ofidiani facevano cadere le loro vittime in trance e quindi li costringevano a combattersi fio all'estinzione. Quando la nave Ofidiana stava per sfuggirgli, Boodikka e Gardner unirono le loro menti per raggiungere la velocità necessaria per superarli. Quando raggiunsero la nave, questa esplose. Se questa fosse il risultato della retroazione dei due che combattevano contro il controllo mentale o l'autodistruzione, non è chiaro. Il duo non riuscì più a scoprire dove fosse il mondo degli Ofidiani. Dopo la battaglia, Boodikka chiamò in causa i Guardiani dell'Universo per vedere se riusciva a recuperare l'anello giallo di Guy Gardner. I Guardiani, tuttavia, determinarono che Gardner stava lavorando verso gli stessi fini dove anche loro volevano arrivare. Anche se avrebbero sempre tenuto d'occhio gardner, decisero di non intervenire per il momento.
Feroce guerriera, Boodikka era abile nell'utilizzo di arti combattive inclusi gli utilizzi di pugnali, pistole ed esplosivi. Spesso andava a trovare sua madre per combattere. Su Bellatrix, veniva considerata una cosa buona. La nonna di Boodikka fu uccisa dalla sua stessa figlia. Arisia, una ex Lanterna Verde di Graxos IV, ed una volta amore di Hal Jordan, raccontò questa storia alla Leaguer Power Girl, a Dottor Light, e a Maya quando chiesero a proposito delle donne nel Corpo.
Un giorno, le Lanterne Verdi furono chiamate per aiutare Hal Jordan sul pianeta Maltus. Stava combattendo contro gli dei maltusiani conosciuti come i Triarchi ed era anche sotto l'attacco delle Darkstars e di L.E.G.I.O.N.. Boodikka era innamorata, come ogni donna di Bellatrix, delle prodezze in combattimento di Lobo, cacciatore di taglie e ufficiale di L.E.G.I.O.N..I due si fermarono nel mezzo di una battaglia e andarono da qualche parte, su suggerimento di Lobo", per alcune sessioni d'amore che durarono un po'. Lobo non vedeva di buon occhio le interruzioni, e i due si persero l'intero combattimento.
In aggiunta ai suoi doveri, Boodikka divenne una sorta di reclutante per il Corpo. Nella sua ricerca incontrò Barin, un giovane soldato di una specie di origine guerriera che lei credeva si sarebbe dimostrato un membro valido per i suoi fratelli. Come gli eventi saltarono fuori, Barin non era pronto a combattere da solo. Durante la sua prima missione da solo fu subito assediato da un gruppo di meticci spaziali. Sopraffatto, Barin ebbe uno shock. Kilowog lo trovò in uno stato comatoso. La potenziale Lanterna Verde fu portata su Oa dove fu collegato ad un sistema di supporto vitale. Fin dalla distruzione di Oa sia da parte di Parallax-Hal Jordan e dalla sua reincarnazione in Kyle Rayner, il destino di Barin è tuttora sconosciuto.

## Emerald Twilight e oltre
La missione finale di Boodikka era quella di fermare Hal Jordan dalla ricerca di Oa durante "Emerald Twilight" per ordine diretto dei Guardiani dell'Universo. Sebbene combatté bene, non riuscì a competere contro la volontà di Hal Jordan. Rifiutandosi di dargli il suo anello volontariamente, Jordan le tagliò di netto la mano per rimuoverlo, dopodiché la lasciò a vagare nello spazio, e continuò il suo viaggio fino ad Oa dove divenne Parallax. Jordan menzionò successivamente che aveva lasciato Boodikka, insieme alle altre Lanterne Verdi che aveva incontrato sulla sua strada verso Oa, con "abbastanza potere per sopravvivere" anche senza anelli.
Successivamente fu rivelato che Boodikka sopravvisse, alleandosi alla "Confraternita della Fiamma Fredda" sul pianeta Xudarcon altre ex Lanterne Verdi per trovare dei mezzi per espiare per i crimini di Hal Jordan durante "Emerald Twilight". "Dopo lo stupro e la distruzione assoluta dei nostri fratelli e sorelle nel Corpo, noi sopravvissuti ci trovammo e forgiammo un giuramento - per piegarci insieme in onore dei caduti, facendo tutto quello che possiamo per far guarire le ferite del passato", disse a Tom Kalmaku, il confidente da lungo tempo di Hal Jordan. La Confraternita della Fiamma Fredda, utilizzando lo spirito del deceduto Kilowog, creò la "Lanterna Scura", uno strumento di vendetta contro i desideri di Boodikka.
Boodikka fu poi scoperta da Hal Jordan e Guy gardner sul pianeta Biot, casa dei Manhunters, in uno stato di animazione sospesa con altre Lanterne Verdi - incluse Ke'Haan, Laira, Kreon, Graf Toren, Jack T. Chance, e Hannu le Lanterne Perdute. Ad un certo punto, i Manhunters, in combutta con Hank Henshaw, avevano raccolto queste ex Lanterne Verdi, li misero in animazione sospesa, e utilizzarono le loro energie come batterie per creare altri Manhunters più avanzati. Stranamente, dopo essere stata liberata dalla sua prigionia, Boodikka sembrò shoccata di non avere ancora una mano, e il suo ultimo commento fece capire che il suo ultimo ricordo era quello di aver combattuto contro l'Hal Jordan posseduto da Parallax, pur avendo vissuto qualche tempo dopo la sua mutilazione su Xudar come parte della "Confraternita della Fiamma Fredda". Come o perché Boodikka fu catturata mentre era su Xudar rimase sconosciuto. Durante il confronto con i Manhunters, Kreon morì e il suo anello scelse Boodikka come rimpiazzo.
Boodikka riassunse i suoi doveri nel Corpo delle Lanterne Verdi, rimpiazzando a sua mano perduta con una fatta di energia smeraldo proveniente dal suo anello.
Boodikka e le Lanterne Perdute mantennero le distanze da Hal Jordan, finché Parallax (nella forma di Kyle Rayner) lo portarono su Qward, e lo seguirono, sapendo che "Il Corpo non abbandona i suoi". Quando Parallax uccise Chance, lei tentò di vaporizzarlo, cosa che il suo anello riconobbe come un'azione illegale, di conseguenza smettendo di funzionare e lasciandola inerme. Boodikka quindi andò con Ke'Haan e Laira alla ricerca di Ion, nel profondo di Qward. Invece, si imbatterono nell'Anti-Monitor. Ke'Haan fu ucciso, ma gli altri riuscirono a salvare Ion, e ritornarono su Oa. Allo stesso tempo, i Guardiani riscrissero il Libro di Oa, permettendo alle Lanterne Verdi di utilizzare la forza letale, facendo ritornare a Boodikka il controllo dell'anello.

## Post-Guerra contro i Sinestro Corps
Boodikka divenne un membro delle Lanterne Alpha, una specie di Affari Interni all'interno del Corpo, poco dopo la guerra contro i Sinestro Corps e la messa in atto della seconda nuova legge del Libro di Oa. Le Lanterne Alpha controllavano che nessun membro del Corpo utilizzasse l'anello del potere per scopi illegali. Ogni Lanterna Alpha riceveva un secondo anello del potere e riceveva una diretta connessione alle leggi del Libro di Oa e alla Batteria del Potere Centrale. Tuttavia, il processo coinvolgeva un'alterazione chirurgica in un ibrido degli individui reclutati, mixando la biologia dei membri con la raffinata tecnologia dei Manhunters. In altre parole, le Lanterne Alpha erano cyborg.
Boodikka e le Lanterne furono viste in "Crisi finale" n. da 1 a 5 (dicembre 2008). Fu rivelato che la Lanterna Alpha Kraken fu preso di mira da Nonnina Bontà durante il processo di Hal Jordan; le Alpha arrestarono Jordan per l'omicidio di Orion.

## Altri media
- Boodikka comparve brevemente nell'episodio Il super papero terrestre della serie animata Duck Dodgers, nei panni di una delle Lanterne che difendeva Oa da Sinestro. Fu successivamente salvata da Dodgers e dal resto del Corpo.
- Boodikka comparve nel film animato della Warner Premiere Lanterna Verde: Prima missione. Questa versione di Boodikka è radicalmente diversa dalla versione dei fumetti, infatti era una cospiratrice insieme a Sinestro, e il suo aspetto fisico fu variato grandemente. In un combattimento contro Kilowog ed Hal Jordan, fu uccisa quando rimase impalata dopo un'esplosione.
- Boodikka comparve nel film animata Lanterna Verde - I cavalieri di smeraldo.